# Leute heute
Leute heute war ein tägliches Boulevardmagazin des ZDF, welches von 1997 bis 2023 werktags ausgestrahlt wurde. Im Fokus der Berichterstattung standen Prominente. Selbst bezeichnete sich Leute heute als „Prominentenmagazin“ (oder auch „Gesellschafts-“ oder „People-Magazin“).
Am 29. September 2023 wurde die Sendung nach über 26 Jahren letztmalig ausgestrahlt. Die Berichterstattung über Prominente übernimmt seitdem das Magazin hallo deutschland, das dafür verlängert wurde.

## Produktion
Von Anfang an wurde die werktags rund 20-minütige Live-Sendung von den Bavaria Studios in Unterföhring bei München produziert. Verantwortlich für Redaktion und Produktion war das ZDF-Landesstudio Bayern. Das Magazin lief anfangs werktags um 18:45 Uhr, direkt vor den heute-Nachrichten, ab dem 8. September 1997 wurde es gegen 17:40 Uhr gesendet. Neben den Live-Sendungen an den Wochentagen gab es bei Bedarf Sondersendungen zu speziellen Themen. Die regelmäßige, voraufgezeichnete halbstündige Samstags-Sendung vor den heute-Nachrichten, eine Art Wochenrückblick, in dem ausgewählte Themen etwas ausführlicher aufbereitet werden konnten, welche im Januar 2003 hinzukam, wurde im April 2011 im Rahmen einer Änderung des ZDF-Programmschemas eingestellt. Ab dem 5. September 2011 wurde die Studiodekoration nur noch mit Hilfe der Green-Box realisiert. Ab dem 3. November 2014 wurde die Sendung in einem virtuellen Studio im Gebäude des Landesstudios Bayern in HD produziert.

## Moderation
Moderiert wurde die Sendung anfangs von Nina Ruge. Ihr Markenzeichen wurde ihre immer gleiche Verabschiedung am Ende der Sendung: „Alles wird gut.“ Nach der Tsunami-Katastrophe im Dezember 2004 verzichtete Ruge aus Pietät auf diese Verabschiedung. Am 5. Februar 2007 übernahm Karen Webb die Moderation. Die letzte Sendung beendete sie mit den Worten „Alles ist gut“ und spielte damit auf Ruges Verabschiedung an.
| Moderatoren            | Jahre     | Bemerkung        |
| ---------------------- | --------- | ---------------- |
| Nina Ruge              | 1997–2007 | Hauptmoderatorin |
| Karen Webb             | 2007–2023 | Hauptmoderatorin |
| Steffen Seibert        | 1997–2000 | Vertretung       |
| Sibylle Nicolai        | 1997–1999 | Vertretung       |
| Barbara Hahlweg        | 1997–2003 | Vertretung       |
| Achim Winter           | 1999–2006 | Vertretung       |
| Kai Böcking            | 2000      | Vertretung       |
| Pierre Geisensetter    | 2007–2014 | Hauptvertretung  |
| Sandra Maria Gronewald | 2009–2023 | Vertretung       |
| Andrea Ballschuh       | 2015      | Vertretung       |
| Florian Weiss          | 2015–2021 | Hauptvertretung  |
| Alexander Mazza        | 2017–2018 | Vertretung       |
| Christopher Wehrmann   | 2021      | Vertretung       |
| Marcus Fahn            | 2021–2023 | Hauptvertretung  |
| Britta Jäger           | 2022      | Vertretung       |
| Babette von Kienlin    | 2023      | Vertretung       |